# Гребінниця менша
Гребінниця менша (Lophocolea minor) — вид печіночників родини гребінницевих (Lophocoleaceae).

## Поширення
Батьківщиною є Європа, Північна Африка, Азія, Австралія, Північна Америка.
Зростає на світлих і напівтінистих, рідко тінистих, свіжих і сухих місцях на лужних, вапняних і слабокислих, глинистих, супіщаних і перегнійних ґрунтах, на лесах, на лужних, вапняково-багатих скелях, або безпосередньо на скелі, або над тонким шаром ґрунту, на стінах або біля основи листяних дерев. Часто живе епібріально, тобто над іншими мохами. Місця зростання знаходяться в лісах або поза ними, на насипах і узбіччях доріг, в кар'єрах і глиняних кар'єрах, на прогалинах лук, пасовищах і сухих галявинах, в заплавах струмків і річок.

## Характеристика
Ніжні, більш-менш розгалужені пагони завдовжки до 2 сантиметрів і завширшки від 0,5 до 2 міліметрів утворюють жовто-зелені плоскі покриви або спорадично ростуть між іншими мохами. Листки прикріплені до стебла майже вздовж або злегка викривлено, віддалено або щільно розташовані, яйцеподібні, розділені на дві тупо загострені частки у верхній чверті або третині, розріз від прямокутної до півмісяцеподібної форми. Клітини листка тонкостінні, кути не потовщені або ледь потовщені. Розмір клітини в середині листа становить близько 20-40 мікрометрів. На клітину припадає від 3 до 10 масляних тілець округлої або овальної форми. Нижні листки глибоко розділені на дві розпростерті ланцетні частки. Lophocolea minor дводомна рослина. Спорофіти утворюються дуже рідко. З іншого боку, майже завжди є дуже рясні виводкові тіла (живці), особливо на краях листя; вони або поодинокі та одноклітинні, або дуже часто утворюють багатоклітинні згустки або короткі нитки.